# هاري براون (مقدم تلفزيوني)
هاري براون هو مقدم تلفزيوني كندي، ولد في 12 يناير 1930 في سانت جونز في كندا، وتوفي بنفس المكان في 30 مارس 2002.